# Школа среднего звена

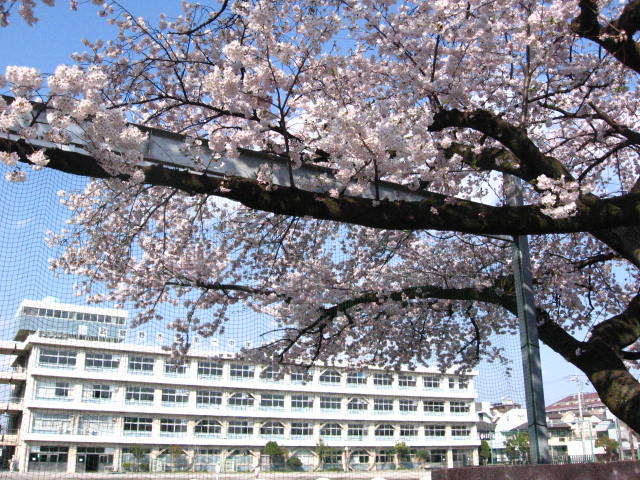
Японская школа среднего звена Мусасино в Токио

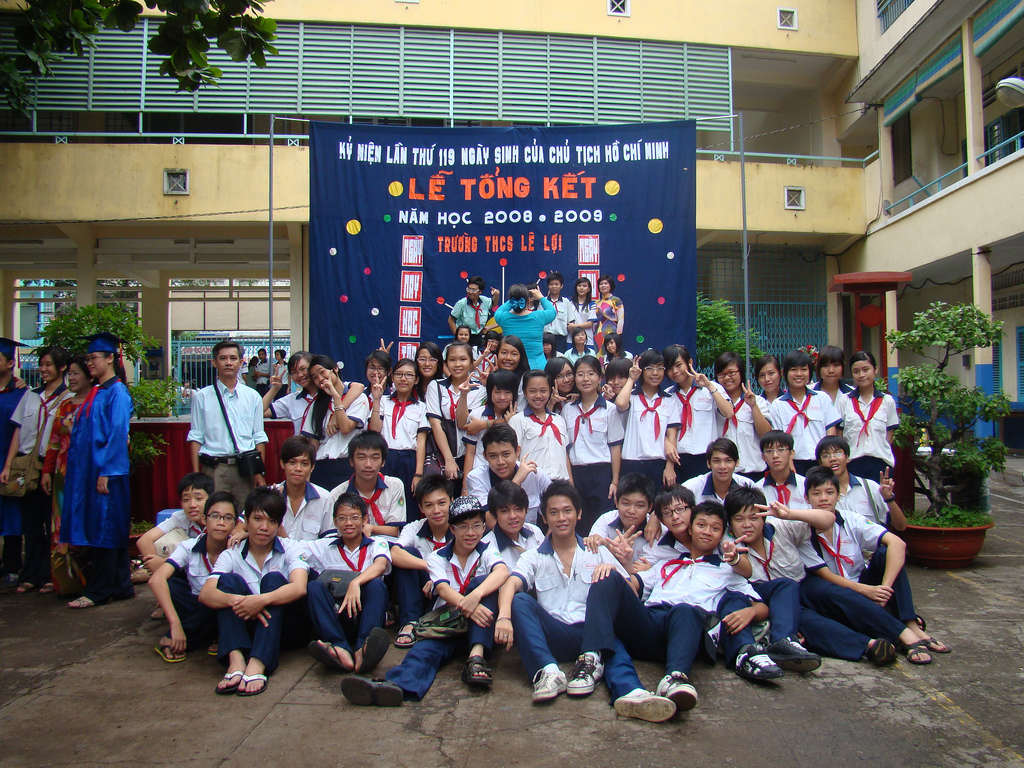
Ученики вьетнамской школы среднего звена

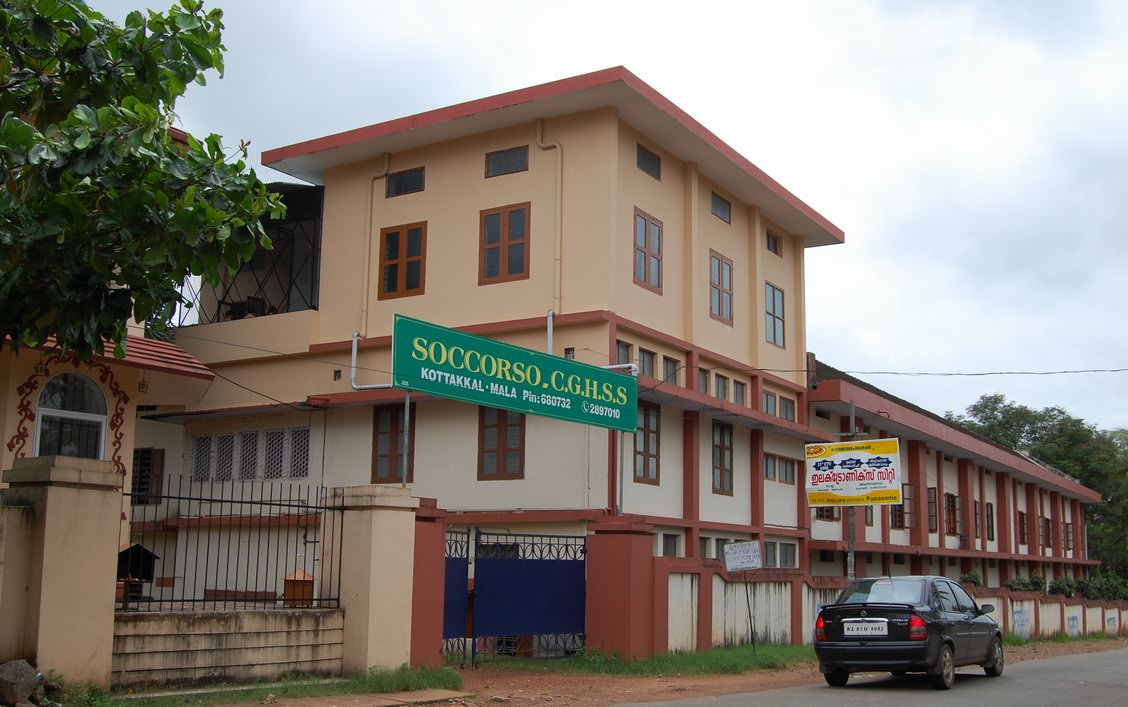
Школа среднего звена в индийском штате Керала

Не путать с советско-российским понятием средней школы, объединяющим школу среднего звена и старшую школу.
Школа среднего звена — учреждение, предоставляющее образовательные услуги средней ступени, промежуточное звено между начальной школой и старшей школой. В некоторых странах образование, полученное в средней школе, считается начальным. Обычно посещение школы среднего звена обязательно, но не везде, к примеру, в Гаити обязательно только начальное обучение. Школа среднего звена может находиться в том же здании, что и начальная и/или старшая, а может быть от них отделена, как в Японии.

## Средние школы в мире
| Страна                | Классы или возраст учеников | Примечания |
| --------------------- | --------------------------- | --- |
| Австралия             | отсутствует                 | кроме Северной территории, где средней школой называются 7—9 годы обучения. |
| Армения               | 5—9 классы                  | |
| Белиз                 | 9—12 классы                 | |
| Бенин                 | отсутствует                 | после начальной школы дети переходят в низшую старшую школу. |
| Беларусь              | 5—11 классы                 | |
| Бутан                 | 7—10 классы                 | 7—10 классы в средних школах, либо 7—8 классы в низших средних школах и 9—10 классы в средних школах. После 8, 9 и 10 класса школьники сдают государственные экзамены. |
| Гаити                 | 10—13 классы                | |
| Грузия                | 10—12 классы                | |
| Израиль               | 6—9 классы                  | |
| Индия                 | 1—8 классы                  | CBSE определяет среднюю школу как учреждения начального (1—5 классы) и высшего начального образования (5—8 классы), однако каждый штат определяет собственные стандарты, и они могут отличаться от решений центрального управления. В некоторых учреждениях средними школами называют те школы, где учатся с 5 по 10 класс. |
| Иордания              | 12—16 лет                   | |
| Иран                  | 15—17 лет                   | не обязательно |
| Канада                | 9—12 классы                 | |
| Республика Кипр       | 12—18 лет                   | |
| Китай                 | 12—17 лет                   | |
| Кувейт                | 10—12 классы                | |
| Киргизия              | 5—11 классы                 | 5—9 класс — низшая средняя школа и 10—11 — высшая средняя школа или техникум. |
| Лаос                  | 6—12 классы                 | 6—9 классы низшей средней школы и 10—12 классы высшей средней школы. |
| Ливан                 | 10—12 классы                | |
| Литва                 | 5—12 классы                 | 5—10 классы называются «низшей средней школой», а 11—12 — «высшей средней школой». В высшей средней школе ученики занимаются по индивидуальным планам. |
| Мадагаскар            | 6—9 классы                  | |
| Мьянма                | 10—15 лет                   | |
| Новая Зеландия        | 9—13 классы                 | |
| Государство Палестина | отсутствует                 | смешано с начальным |
| Польша                | 7—12 или 7—13 классы        | |
| Россия                | 5—9 классы                  | |
| США                   | 6—9 или 7—9                 | |
| Северная Корея        | 14—16 лет                   | |
| Сингапур              | 7—10                        | |
| Сьерра-Леоне          | 7—9 классы                  | |
| Танзания              | 1—4 классы                  | 8—11 год обучения |
| Украина               | 5—9 класс                   | |
| Франция               | 6—3 классы                  | 6—9 годы обучения |
| Южная Корея           | 7—9 классы                  | |
| Япония                | 14—16 лет                   | 7—10 годы обучения |